# Státní svátky Podněstří
Seznam státních svátků mezinárodně neuznané Podněsterské moldavské republiky:
| Datum                 | Český název                | Místní název (rusky / ukrajinsky / moldavsky)                                                  | Poznámka                                              |
| --------------------- | -------------------------- | ---------------------------------------------------------------------------------------------- | ----------------------------------------------------- |
| 1. ledna – 2. ledna   | Nový rok                   | Новый Год/Новий рік/Анул Ноу                                                                   |                                                       |
| 7. ledna              | Pravoslavné Vánoce         | Православное рождество / Православне Різдво / Крэчунулуй Ортодокс                              |                                                       |
| 23. února             | Den obránců vlasti         | День защитника Отечества / День захисника Вітчизни / Зюа Апэрэторилор Патрьеи                  | Navazuje na Den Sovětské armády                       |
| 8. března             | Mezinárodní den žen        | Международный женский день / Міжнародний жіночий день / Зюa Интернационалэ а Фемеий            |                                                       |
| 1. května – 2. května | Den solidarity pracujících | День солидарности трудящихся / День солідарності трудящих / Зюа де Солидаритате ал Юкрэторилор | Svátek práce                                          |
| 9. května             | Den vítězství              | День победы / День Перемоги / Зюа Викторьей                                                    | Konec druhé světové války (1945)                      |
| 2. září               | Den republiky              | День республики / День Республіки / Зюа Републичий                                             | Výročí vyhlášení nezávislosti PMR na Moldavsku (1990) |
| 7. listopadu          | Den Říjnové revoluce       | День Октябрьской революции / День Жовтневої революції / Зюа Револуцьей дин Октомбрье           | Výročí Velké říjnové socialistické revoluce (1917)    |
| 24. prosince          | Den ústavy                 | День Конституции / День Конституції / Зюа Конституцьей                                         |                                                       |
| 25. prosince          | Katolické Vánoce           | Католическое рождество / Католицьке Різдво / Крэчунулуй Kатолик                                |                                                       |

Státní svátky Podněstří určuje vláda. Pokud připadne státní svátek na sobotu nebo neděli, je volné následující pondělí.